# Église Sainte-Bernadette du Banlay
L'église Sainte-Bernadette du Banlay est située à Nevers, dans le département de la Nièvre et la région Bourgogne-Franche-Comté. Elle est aujourd'hui fortement contestée pour son esthétique.

## Localisation
L'église est située au numéro 23 de la rue Claude-Parent à Nevers, chef-lieu de la Nièvre.

## Historique
Elle a été élevée en 1966 sur les plans de Paul Virilio et Claude Parent (qui la considèrera comme « la plus importante » de ses œuvres), fondateurs de la théorie de la « fonction oblique » ou  « architecture oblique ». Elle a été classée au titre de monument historique en mai 2000 puis a reçu de la préfecture de Dijon le 25 février 2005 le label « Patrimoine du XXe siècle », qui n'a été attribué qu'à dix sites bourguignons, dont trois dans le département de la Nièvre.

## Architecture
En passant dans la rue du Banlay, on est intrigué par cette singulière construction qui fait penser à un blockhaus de la Seconde Guerre mondiale. Son cocréateur Paul Virilio a en effet été fort impressionné par ces monuments, qu'il compare notamment aux tombeaux aztèques dans son livre Bunker archéologie, édité en 1958.
L'architecte Dominique Perrault découvre cette église, alors qu'il est adolescent, et est intéressé et intrigué par cette forme énigmatique, fortement décalée par rapport à l'esthétique habituelle des églises.
Ce choix est aujourd'hui parfois critiqué, notamment en ce qu'il serait inadapté au culte de Sainte-Bernadette ; certains observateurs[Qui ?] y voient même une esthétique typique de l'architecture militaire nazie, un message complaisant à l'égard du Troisième Reich, alors que l'intention de l'architecte était au contraire de faire allusion au risque de guerre nucléaire dans le contexte de la guerre froide[réf. nécessaire].